# 2 Geminorum
2 Geminorum är en röd stjärna i stjärnbilden Tvillingarna.
2 Geminorum har visuell magnitud +6,65 och kräver fältkikare för att kunna observeras. Den befinner sig på ett avstånd av ungefär 690 ljusår.